# جوزيف الكسندر هيلر
جوزيف الكسندر هيلر (بالإنجليزية: Joseph Heller)‏ (من مواليد 10 أبريل 1941 في سيدني، أستراليا) إسرائيلي هو أستاذ فخري في علم الحيوان في اقسام علم البيئة، علم التطور وعلم السلوك في معهد العلوم الحياتية التابع لكلية الرياضيات والعلوم الطبيعية في الجامعة العبرية في اورشليم القدس إيليا.

## سيرته الذاتية
عمل هو لرئيس قسم علم الحيوان، ورئيس على قسم التطور، قسم التصنيف وقسم علم البيئة. كما وعمل كشريك ابحاث في الجامعات:
- جامعة كيب تاون، جامعة بريستول، جامعة ليفربول وجامعة ستوني بروك.

تقاعد هيلر في عام 2009، لكن بالرغم من ذلك ما زال يعمل في البحث العلمي والتدريس.
يتقلد هيلر منصب عضو شرف من الجمعية الإسرائيلية لعلم الحيوان.
وهو يبحث في موضوع عالم الاحياء الإسرائيلي على مدى عشرات السنين.
يركِّز هيلر في ابحاثه هذه على موضوع الرخويات، والتي تتضمن وصفا لانواع جديدة من الرخويات، لتوزيعها، للعوامل التي تحدد شكلها، كذلك لم تقاومها الجفاف والحرارة، المغازلة والتكاثر.
بالإضافة إلى ذلك يبحث هيلر القوى المحركة للمجموعات السكانية، حرائق الغابات وتأثيراتها، الافتراس وتأثيره، التطور في عالم الاحياء في إسرائيل وتطوير اساليب لحفظ الطبيعة.
لقد عمل هيلر رئيسا لتحرير المجلة الإسرائيلية لعلم الحيوان (israel journal of zoology)، وهو أيضا امين مجموعة الرخويات الوطنية.
لقد تتلمذت على يد هيلر اعداد كبيرة من الطلاب، فهو يستعرض من خلال تدريسه الاكاديمي مبادئ وقواعد التطور في مجموعات مختلفة من الحيوانات على المستويين الاساسي والمتقدم.
كما ويتناول تاريخ التفكير البيولوجي.
يشكل هيلر أحد أعضاء لجنة الاصطلاح باللغة العبرية للمصطلحات الخاصة بعلم الاحياء التابعة للمجموع اللغوي العبري.
كما انه عضو في لجنة أسماء الحيوانات (علم الحيوان).
الَّف هيلر ما يزيد على مئة نشر، من ضمنها أربعة كتب.
وهو متزوج واب لولدين.